# Железнодорожный мост через Исеть
Железнодорожный мост через Исеть — мост через реку Исеть, является уникальным инженерным сооружением, выполненным по передовой технологии конца 1930-х годов в городе Каменск-Уральский, Свердловской области. Мост расположен на восьмом километре железнодорожной линии Синарская—Челябинск в городской черте Каменска-Уральского рядом с перекрёстком улиц Гагарина и Набережной.
Постановлением Правительства Свердловской области № 859-ПП от 28 декабря 2001 года присвоен статус памятника архитектуры регионального значения.

## История
Мост спроектирован московским инженером, профессором В. А. Росновским. Профессор проводил научные исследования в области проектирования трубобетонных мостов (за разработку и строительство железнодорожного моста в Каменске-Уральском был награждён орденом Трудового Красного Знамени).
Строительные работы велись с 1938 по 1940 год. Длина пролёта моста составила 140 м, длина береговых эстакад: левой — 56 м, правой — 42 м, стрела подъёма — 22 м. Возведён организацией «Мостотрест», изготовление металлических конструкций и монтажная сварка произведены Верхнесалдинским заводом.
При строительстве была использована новая, на тот момент, технология — трубобетон, заполнение стальных труб бетоном. Была применена конструктивная схема с использованием двухшарнирной арки (внешне мост схож с Константиновским мостом через Днепр в городе Запорожье).